# Hexatoma (Eriocera) timorensis
Hexatoma (Eriocera) timorensis is een tweevleugelige uit de familie steltmuggen (Limoniidae). De soort komt voor in het Oriëntaals gebied.